# Lamellenkupplung
Eine Lamellenkupplung oder Reiblamellenkupplung ist ein Maschinenelement. Ihr charakteristisches Merkmal im Vergleich mit anderen Kupplungen ist die parallele Anordnung mehrerer Reibbeläge. Dabei wirkt die gleiche Anpresskraft auf alle Reibpaare.
Lamellenkupplungen sind unter Last schaltbar. Sie werden häufig verwendet, weil sie kompakt und preisgünstig sind. Meistens sind diese in Öl laufend und überwiegend in Automatikgetrieben, in hochbelasteten Haupt- oder Anfahrkupplungen oder in Sperrdifferenzialen im Einsatz. In Baumaschinenachsen werden Lamellenkupplungen auch als Betriebs- und Parkbremsen verwendet, Letzteres häufig in Form einer Federspeicherbremse. Die Vorteile liegen in der höheren Leistungs- und Energieaufnahme im Gegensatz zu Trockenkupplungen, da hier mit Öl gekühlt wird. Nachteile sind niedrigere Reibwerte (etwa µ=0,08–0,12) gegenüber Trockenkupplungen und ein höheres Schleppmoment im Leerlauf.

## Technik
Eine Reiblamellenkupplung besteht aus wenigstens einer Innen- und einer Außenlamelle. Die Innenlamellen sind mit einer Welle verzahnt und die Außenlamellen werden von einem innenverzahnten rohrförmigen Träger aufgenommen. Um das zu übertragende Drehmoment zu erhöhen, werden oft mehrere Innen- und Außenlamellen abwechselnd angeordnet, so dass bei gleicher Betätigungskraft durch die größere Belagfläche höhere Momente übertragen werden können.
In der Praxis wird die Anzahl dieser Reiblamellen auf 10 bis 20 Scheiben begrenzt, da beim dynamischen Einkuppeln die Reiblamellen zusammengeschoben werden und sich jede Reiblamelle gegenüber ihrer Führung verschieben muss. Dadurch wird ein Teil der Betätigungskraft nicht an die benachbarte Reiblamelle weitergegeben, sondern am Lamellenträger abgestützt. Das Reibmoment, das jede einzelne Lamelle überträgt, fällt dadurch in Krafteinleitungsrichtung von der ersten zur letzten Reiblamelle degressiv ab.

### Reibbelag

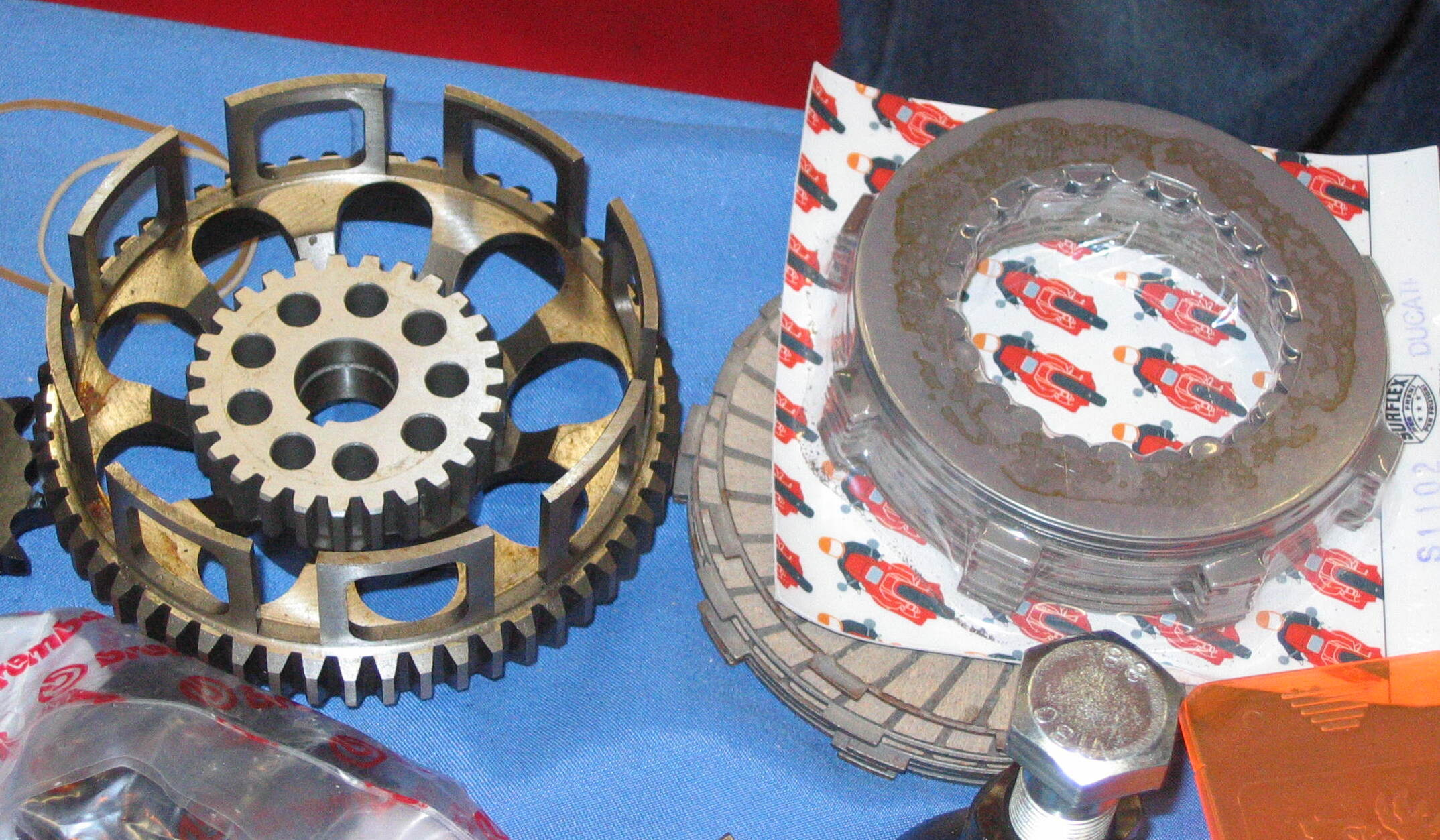
Links Kupplungskorb, rechts Kupplungslamellen (unten Reiblamellen, oben Zwischenlamellen (gestapelt))

In ölgeschmierten (nasslaufenden) Lamellenkupplungen können bei ausreichender Schmierung Stahllamellen (Legierungen mit Zusatz von Molybdän) gegeneinander laufen. In der Praxis werden aber entweder die Lamellen beschichtet oder es werden Lamellen aus anderen Werkstoffen eingesetzt. Dadurch lassen sich die Reibwerte erhöhen, die Temperaturfestigkeit verbessern, sowie ein sanfteres Ansprechverhalten oder eine Verminderung der Betriebsgeräusche erreichen.
Gängige Reibmaterialien sind:
- Papierbeläge haben ihren Namen daher, dass sie im gleichen Verfahren gefertigt werden wie Papier. Diese Art der in Öl laufenden Reibbeläge wird am häufigsten verwendet. Werden sie axial zusammengepresst, erlauben sie Flächenpressungen im dynamischen Betrieb bis etwa 2 N/mm². Im statischen Betrieb liegt der Wert deutlich höher. Hier kann die Flächenpressung nominal bis 7 N/mm² betragen, lokal kann sie bis doppelt so groß sein.
- Bei Kohlenstofffaserbelägen (Carbonbeläge) wird überwiegend gewebte Kohlenstofffaser verwendet. Die zumeist verwebten Fasern erhöhen die Festigkeit des Belags. Des Weiteren werden ebenso Kohlenstofffasern als Komplettbelag (ähnlich dem Papierbelag) verwendet. Grundsätzlich lassen sich auch Kohlenstofffaserbeläge im Papierverfahren herstellen, wegen des hohen Verschnitts und der Kosten des Materials werden derzeit aber gewebte Matten aus Kohlenstofffaser ausgestanzt und auf den Träger (meist eine Stahllamelle) geklebt. Gewebte Carbonbeläge erlauben Flächenpressungen bis ca. 6 N/mm², sind aber teurer als Papierbeläge.
- Vorteile der Sinterbronze sind die hohe thermische und mechanische Festigkeit. Jedoch zeigen Sinterbronzebeläge im Kupplungspaket eine geringere Leistungsaufnahme als zum Beispiel hochtemperaturfeste Papierreibbeläge. Nachteile sind niedrigere dynamische Reibwerte als bei Papierbelägen.
- Gepresster Graphit bietet ähnliche Vorteile wie die Sinterbronze, ist jedoch leichter.

### Verschleiß und Schadensbilder
Alterung und Überlastung führen bei Lamellenkupplungen zu verschiedenen Effekten:
- Normaler Verschleiß vergrößert den Betätigungsweg. Das kann durch eine automatische Nachstellung kompensiert werden.
- Überhitzung an der Oberfläche des Belages lässt diesen verglasen. Die Reibwerte sinken und damit auch das übertragbare Moment. Üblicherweise wird dieser Schaden nicht mehr durch normalen Verschleiß rückgängig gemacht.
- Wenn die Reibmaterialien mit einer Stahllamelle verbunden sind, kann der Klebstoff bei Überhitzung erweichen und der Reibbelag verschiebt oder löst sich. Dabei ist die Funktion der Kupplung nicht mehr gewährleistet.
- Bei nasslaufenden Kupplungen kann durch hohe Dauertemperaturen das Kühlmittel chemisch verändert werden. Bei Öl kann dies beispielsweise zu verstärkter Oxidation oder zum Cracken von Ölmolekülen führen.
- Hot Spot oder Hitzeflecken: Hierbei entsteht durch lokale thermische Konzentration zwischen Reibbelag und Stahlgegenlamelle eine Anhäufung von Wärme und damit verbundener Ausdehnung. Die dabei entstehenden „thermischen Berge oder Hügel“ nennt man Hot Spots oder Hitzeflecken. Auftreten durch ungleichmäßige Materialansammlung und hohem Leistungseintrag in der Kupplung.

### Entwicklung und Forschung
Ein Feld intensiver Entwicklung und Anpassung ist die Geräuschvermeidung bei Reiblamellenkupplungen, die von selbsterregten Reibschwingungen verursacht wird. Als Gesamtsystem muss hierbei der tribologische Zusammenhang zwischen Reibpaarung und – bei nasslaufenden Kupplungen – dem Schmierstoff betrachtet werden.
Daneben ist die Temperatur- und Verschleißfestigkeit ein weiteres Gebiet der Forschung. Speziell bei kohlenstofffaserverstärkten Belägen muss die Alterungsbeständigkeit und die Erweichungstemperatur des Matrixwerkstoffes möglichst hoch sein.

## Vor- und Nachteile von Lamellenkupplungen

### Vorteile
- Geringes Massenträgheitsmoment
- Abfuhr der Schaltwärme durch Öl-Innenkühlung
- Fernbedienbarkeit
- Stufenlose Momentübertragung möglich
- Wartungsarm
- Lange Lebensdauer
- Preisgünstig

### Nachteile
- Starke Erwärmung
- Leerlauf- und Schleppmomente
- Geringe Wärmekapazität
- Niedrige Gleitreibungszahlen
- Bei Trockenlauflamellen hoher Verschleiß

## Anwendungen
- Kupplungsgesteuerte Allradantriebe und Sperrdifferentiale im Automobilbau
- Im Sonderfall Drehmomentbegrenzung bei Akkuschraubern
- Schaltelemente in Schaltgetrieben
- Anfahrkupplung in Fahrzeugen mit Verbrennungsmotor
- Kupplungen in Motorradmotoren mit Schaltgetrieben (Vorteil der Platzersparnis)
- Allgemein dort, wo das Trennen von Wellen für kurze Zeit nötig ist.